# Maxwell (chanteur)
Pour les articles homonymes, voir Maxwell.
 (août 2019).
Si vous disposez d'ouvrages ou d'articles de référence ou si vous connaissez des sites web de qualité traitant du thème abordé ici, merci de compléter l'article en donnant les références utiles à sa vérifiabilité et en les liant à la section « Notes et références ».
Maxwell, né en 1973, est un chanteur de neo soul afro-américain.

## Biographie

### Enfance et formation
Gerald Maxwell Rivera est né le 23 mai 1973, à Brooklyn, NY. Métis de mère haïtienne et de père portoricain, il perd son père dans un accident d'avion alors qu'il n'a que 3 ans. Ce drame en fit un enfant extrêmement pieux, tant il cherchait à savoir ce qu'était le paradis où se trouvait son père. Il fut élevé par sa mère et sa grand-mère. Il commença le chant dans une église baptiste, mais ne se mit sérieusement à la musique qu'à l'âge de 17 ans quand il commença à écrire ses propres chansons, à l'aide d'un clavier donné par un ami.
Influencé par le R'n'B « urbain » du milieu des années 1980, Maxwell progressait rapidement et en 1991, il se produisit pour la première fois sur scène à New York, en dépit de l'image de garçon extrêmement timide que ses camarades avaient de lui. En 1994, il signe avec Columbia et commence à écrire son 1er album, avec la collaboration de Leon Ware (qui avait coécrit l'album "I Want You" de Marvin Gaye en 1976), le guitariste Wah Wah Watson et Stuart Matthewman, (collaborateur de Sade). « Maxwell's urban hang suite » est très influencé du côté romantique de Marvin Gaye et de la musicalité de Prince. Après plusieurs remaniements au sein de la direction de Columbia, cet album parut finalement en 1996. Les ventes eurent du mal à décoller mais prirent leur envol avec la sortie du titre « ‘til the cops come knockin » Le 2e single «ascension (don't ever wonder)» fut disque d'or et au bout d'un an, tout l'album fut disque de platine, il remporta même un grammy.
Maintenant devenu un « sex symbol », Maxwell gagne encore en notoriété grâce à son magnifique live sur MTV, le "Maxwell mtv unplugged". L'attention des professionnels a été attirée grâce à une reprise de Kate Bush « This Woman's Work », ainsi que la version live « Whenever Wherever Whatever » qui lui permit de remporter un autre Grammy, celui de meilleur chanteur. L'album "Embrya" sortit en 1998 et entra directement en 3e place des ventes ; sur cet album, les critiques étaient plus mitigées mais les ventes furent tout de même meilleures que celles des précédents opus. En 1999, Maxwell signe son plus gros hit, « fortunate  » avec la collaboration à la composition de R Kelly, BO du film LIFE. La même année, il écrit 2 titres sur la BO de The Best Man. 
En 2001, Maxwell retourne au romantisme de ces débuts avec l'album Now, et se classe 1er des ventes avec le titre Lifetime. On peut dire qu'il est une figure représentative du courant qualifié de «funky smooth r'n'b». Avec ses camarades musicaux D'Angelo et Erykah Badu, Maxwell a eu un grand  rôle dans la formation de ce qu'est le mouvement neo soul qui s'est affirmé dans la seconde moitié des années 1990. Il aborde constamment le thème de l'amour vrai, romantique et monogame, en opposition aux nombreux chanteurs R&B dont les thèmes de prédilection sont le sexe et l’amour mielleux. Maxwell est extrêmement populaire auprès de la gent féminine, avec son côté mystique, son aura des plus sensuelles, et son sourire timide.
Son nouvel album intitulé BLACK Summer’s Night est sorti le 6 juillet 2009. L'album est récompensé par un Grammy Awards.
Il est le premier d'une trilogie qui comprendra les volets Black SUMMERS' Night et Black Summers' NIGHT dont les sorties respectives sont annoncées pour 2010 et 2011.

## Discographie

### Participations diverses
- 1996 - "Segurança" (sur la compilation Red Hot + Rio)
- 1996 - "Softly Softly" (sur l'album "Sweetback" du groupe Sweetback)
- 1999 - "Fortunate" (sur la BO du film "Life")
- 1999 - "Let's Not To Play The Game" (sur la BO du film "The Best Man")
- 2004 - "No One Else In The Room" (sur l'album "Street's Disciple" du chanteur Nas)
- 2009 - "Smile" (sur l'album "Chemical Warfare" de The Alchemist)
- 2012 - "Fire We Make" (sur l'album "Girl On Fire" d'Alicia Keys)